# Заслін (активний захист)

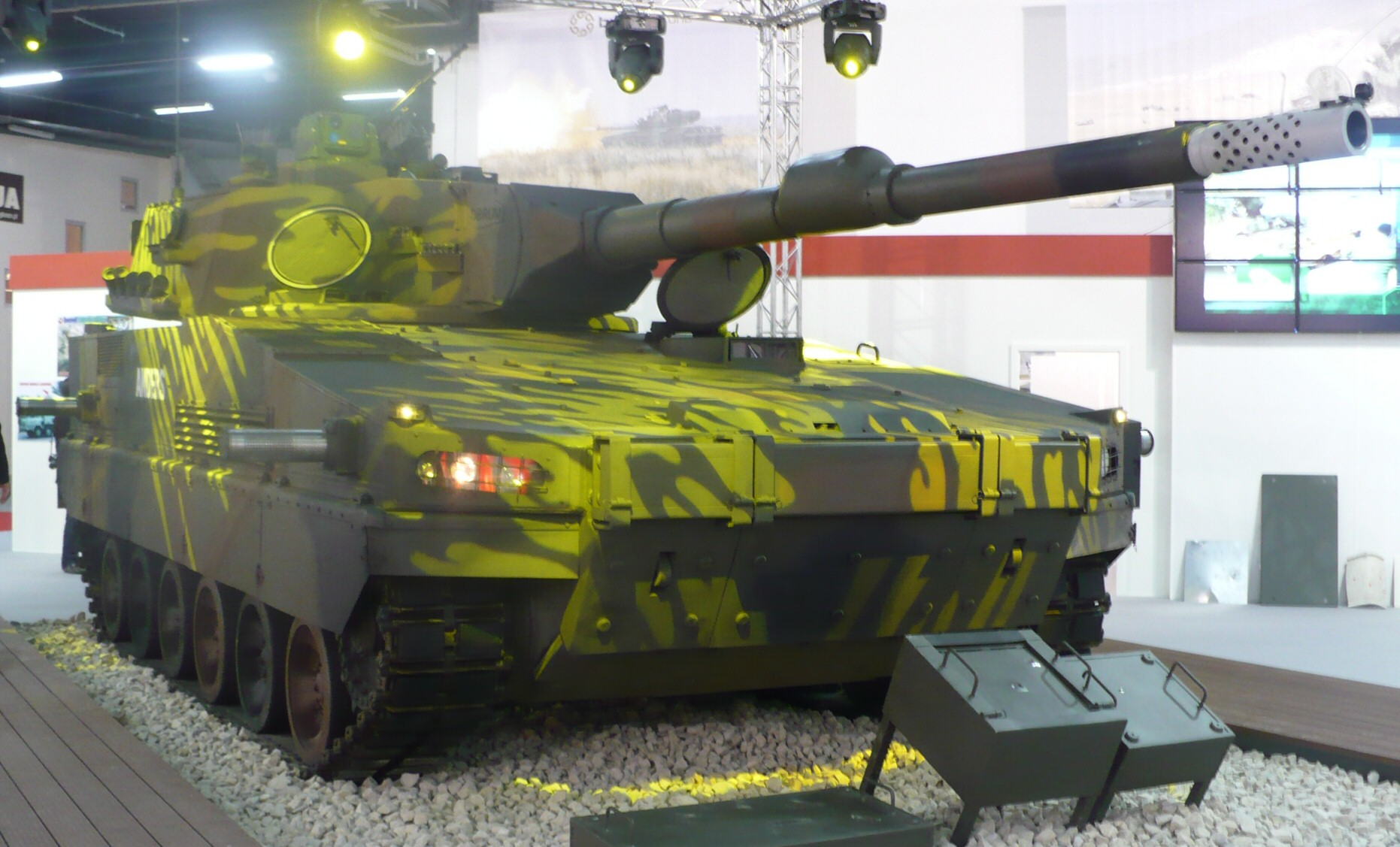
Польський танк «Anders» зі встановленим «Заслоном»

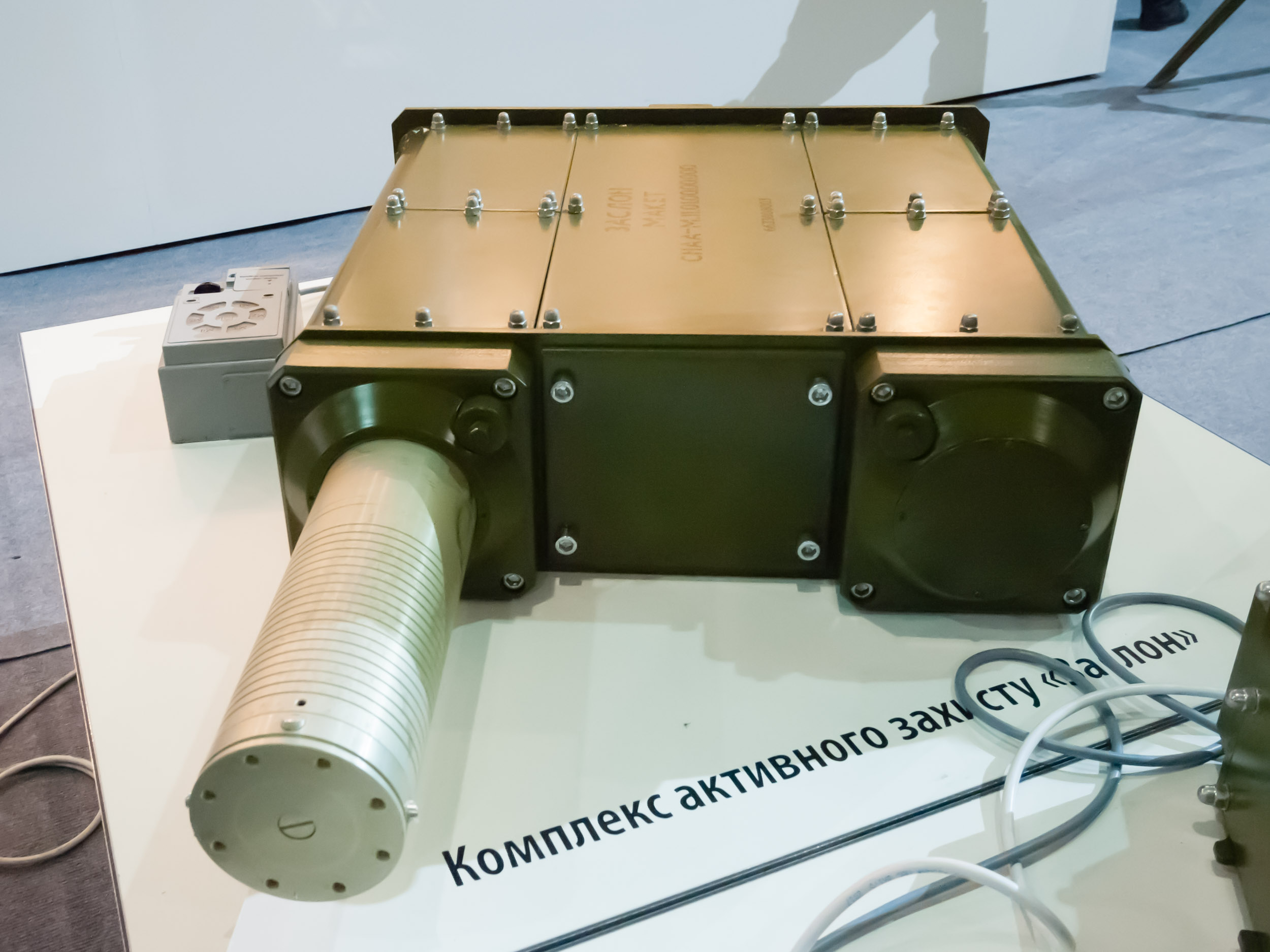
Модуль комплексу «Заслін». 2018 р.

«Заслі́н» — український комплекс активного захисту (КАЗ) для бронетанкової техніки. Розроблений ДП БЦКТ «Мікротек» спільно з іншими українськими підприємствами. Комплекс призначений для захисту бойових машин від тонкостінних протитанкових засобів, зокрема протитанкових керованих ракет (ПТКР) та протитанкових гранат (РПГ), кумулятивних засобів ураження танкових і протитанкових гармат, а також бронебійних оперених підкаліберних снарядів.

## Історія створення
Комплекс активного захисту «Заслін» мав позбутись недоліків[яких?] попереднього покоління комплексів активного захисту радянського «Дрозд» та російського «Арена».[джерело?]
Вперше його було продемонстровано у 2003 році на виставці IDEX-2003 в Абу-Дабі.
Станом на Березень 2016 комплекс не був на озброєнні української армії через брак державного фінансування.
Від початку в комплексах активного захисту «Заслін» та «Шершень» частка складових російського походження становила до 80 %. З початком російсько-української війни взимку 2014 року їхнє постачання припинилось. Розробникам довелось шукати заміну від інших постачальників і в результаті їх вдалось замінити на складові американського виробництва цивільного призначення. Роботи над новим приймально-передавальним модулем були завершені в 2017 році.
Під час міжнародної виставки «Зброя та безпека-2017» з турецькою компанією Aselsan був підписаний перший експортний контракт на поставку цих комплексів для Туреччини. Тут вони будуть відомі під назвою Pulat для обладнання ними танків М60-А3 Sabra. В травні 2018 року журналісти помітили на фабриці фірми Aselsan модернізовані танки M60 із вже встановленими комплексами активного захисту.
Станом на кінець березня 2018 року комплекси активного захисту «Заслін» та «Шершень» були на завершальній стадії запуску в серійне виробництво на потужностях ДАХК «Артем». Там відбувалось налагодження технологічної лінії. На ДАХК «Артем» будуть збирати модулі, а вся електроніка вже буде встановлюватись на виробництві «Мікротеку».

## Опис

### Огляд
Комплекс активного захисту «Заслін» створює на безпечній відстані від об'єкту, що захищається, активну зону захисту, в якій знешкоджуються атакуючі об'єкт реактивні протитанкові гранати (ПГ-7, ПГ-7ВР, ПГ-9 тощо), протитанкові керовані ракети — ПТКР, артилерійські кумулятивні снаряди калібром до 125 мм (на швидкостях до 1200 м/с), бронебійні підкаліберні снаряди та інші протитанкові засоби.
Встановлення комплексу «Заслін» не погіршує бойових та експлуатаційних характеристик носія, дозволяючи підвищити безпеку екіпажу більш ніж в два рази.
Модулі можуть бути розташовані по периметру бойової машини для кругового захисту, а також встановлені на башті. Навісне розміщення модулів дозволяє легко пристосувати комплекс до різних типів танків, бронемашин чи стаціонарних об'єктів.
Після 2014 року комплекс пройшов глибоку модернізацію. В результаті були поліпшені його технічні характеристики. Зросла кількість модулів на одну машину до шести штук (раніше можна було встановлювати лише один модуль на борт). Була усунута проблема одночасного спрацювання декількох модулів. Оновлений комплекс активного захисту підходить як для танків, так і для легкої бронетехніки. Для легкої бронетехніки, при цьому, зменшена маса заряду аби не руйнувати борти. Також оновлена радіолокаційна установка не конфліктує з іншими локаторами.
«Заслін» може працювати в комплексі з будь-яким динамічним захистом.
Комплекс «Заслін» доповнює динамічний захист «Ніж» або «Дуплет» можливістю перехоплення протитанкових керованих ракет та артилерійських снарядів з тандемними бойовими частинами, що атакують танк з усіх напрямків.
Комплекс виробляється і пропонується на експорт «Укрінмашем» — дочірньою структурою держкомпанії Укрспецекспорт.

### Конструкція
Комплекс «Заслін» складається з пульта управління, розміщеного всередині об'єкта захисту та автономних експлуатаційних модулів, які змонтовані зовні. Пульт управління інформує про працездатність основних блоків, готовність комплексу до відбиття цілей, що атакують.
До складу кожного експлуатаційного модуля входять радіолокаційна станція, відповідна електроніка та два осколково-фугасні боєприпаси. Обидва боєприпаси із заготовленими елементами ураження закріплені на двох змінних автономних висувних штангах з електричним приводом. В режимі бойового чергування одна зі штанг висувається за межі модуля, а інша — резервна — знаходиться всередині.

### Принцип роботи
Після вмикання комплексу автоматично проводиться самотестування складових частин, висуваються штанги із захисними зарядами, вмикається радіолокаційна система.
Радіолокаційна станція комплексу безперервно випромінює електромагнітні хвилі в радіусі 2-2,5 м, скануючи простір навколо танка. У разі появи в цій зоні атакуючого засобу ураження, здійснюється його ідентифікація та видається команда на підрив захисного боєприпасу, який створює кругове поле осколків і потужну ударну хвилю.
Під впливом вибухової хвилі і високошвидкісного ешелонованого потоку осколків, кумулятивні боєприпаси детонують з одночасним зниженням бронепробивності до безпечного рівня. Засоби ураження з цільним металевим корпусом (КС, БОПС) після детонування боєприпасу змінюють свою траєкторію, зустрічаючись з основним бронюванням під невигідним кутом або відхиляючись за межі зони ураження. Протитанкові засоби ураження, які мають тонку обшивку корпуса (моноблочні та тандемні протитанкові гранати, ПТКР), детонують під впливом осколків та вибухової хвилі, не досягаючи основної броні об'єкта захисту або відкидаються силою вибуху за межі зони ураження.
Через 15 секунд після спрацьовування захисного заряду висувається друга штанга із захисним зарядом для відбиття подальших атак.

## Характеристики
Основні характеристики існуючих комплексів активного захисту
|                                                    | Росія «Арена»                                      | СРСР «Дрозд»                                                 | Україна «Заслін»                                     |
| -------------------------------------------------- | -------------------------------------------------- | ------------------------------------------------------------ | ---------------------------------------------------- |
| Виробник                                           | КБМ                                                | ЦКБ спортивної мисливської зброї                             | БЦКТ «Мікротек»                                      |
| Об'єкт встановлення                                | ОБТ, БМП                                           | ОБТ, БМП                                                     | ОБТ, БМП, БТР                                        |
| Маса, кг                                           | 1100                                               | 1000                                                         | 50-130 (маса одного модуля)                          |
| Виявлення                                          | Радіолокаційне                                     | Радіолокаційне                                               | Радіолокаційне                                       |
| Тип перехоплюваних засобів ураження                | ПТКР, РПГ                                          | ПТКР, РПГ                                                    | ПТКР, РПГ, КС, БОПС                                  |
| Спосіб дії                                         | Бічний удар при підриві відстрілюваного боєприпасу | Підрив відстрілюваного боєприпасу в напрямку засобу ураження | Бічний удар при підриві невідстрілюваного боєприпасу |
| Можливість встановлення на машини легкої категорії | Ні                                                 | Ні                                                           | Так                                                  |
| Прихованість роботи                                | Ні                                                 | Ні                                                           | Так                                                  |
| Візуальні демаскуючі ознаки на об'єкті             | +++                                                | +                                                            | +                                                    |
| Сектор захисту за азимутом, град.                  | ± 140                                              | ± 40                                                         | 150                                                  |
| Сектор захисту за кутом місця, град.               | -6, +20                                            | -6, +20                                                      | 150                                                  |
| Захист від атакуючих зверху засобів ураження       | Обмежений                                          | Обмежений                                                    | Так                                                  |
| Кількість секторів, град.                          | 12Х15                                              | 4Х20                                                         | На вимогу замовника                                  |
| Швидкодія, с.                                      | 0,07                                               | -                                                            | 0,001-0,005                                          |
| Кількість бойових елементів                        | 12                                                 | 8                                                            | 8 (або за вимогою замовника)                         |

## Модифікації
- «Заслін» — базова версія.
- «Заслін-Л» («Шершень») — полегшена модифікація комплексу, що характеризується вигіднішою конструкцією та наявністю лише одного заряду в кожному автономному модулі. Призначена для встановлення на БМП та легку бронетехніку. В експортному варіанті комплекс має назву «Шершень»[8].
- Pulat AKS (тур. Pulat Aktif Koruma Sistemleri) — ліцензійна копія КАЗ «Заслін-Л». Виробництво налагоджене на турецькому підприємстві Aselsan за угодою укладеною на міжнародній виставці «Зброя та безпека-2017» восени 2017 року[10].

## Оператори
- Україна — станом на січень 2016 комплекс не був на озброєнні, через брак фінансування з боку уряду України
- Польща — комплексами активного захисту «Заслін»(«Szerszeń») оснащуються польський легкий танк LC-08 «Anders» та БТР «Rosomak» — ліцензійна копія фінського Patria AMV, але поставки були здійснені[11][7].
- Туреччина — імовірно поступлять навесні 2018 року на озброєння під назвою Pulat для обладнання ними танків М60-А3 Sabra[4]. В листопаді 2018 стало відомо про плани встановити КАЗ Pulat на перші 40 танків M60T Sabra до кінця 2018 року[10].